# Каппель, Владимир Оскарович
Влади́мир О́скарович Ка́ппель (16 [28] апреля 1883, Царское Село, Санкт-Петербургская губерния — 26 января 1920, разъезд Утай, около станции Тулун близ Нижнеудинска, Иркутская губерния) — российский военачальник, участник Первой мировой и Гражданской войн.
Один из руководителей Белого движения на Востоке России. Генерального штаба генерал-лейтенант (1919 год). Главнокомандующий армиями Восточного фронта Русской армии (1919 год). Верховный правитель А. В. Колчак планировал произвести Каппеля за заслуги перед Родиной в полные генералы, но не успел.
Кавалер орденов Святого Георгия 3-й и 4-й степеней, ордена Святого Владимира 4-й степени, орденов Святой Анны 2-й, 3-й и 4-й степеней, орденов Святого Станислава 2-й и 3-й степеней.
В июне 1918 года возглавил небольшой отряд добровольцев, который впоследствии был развёрнут в Отдельную стрелковую бригаду — одну из наиболее надёжных и боеспособных воинских частей Народной армии Комуча. Позднее командовал Симбирской группой Поволжского фронта Народной армии. В конце 1918 года, в ходе объединения антибольшевистских вооружённых сил Востока России, возглавил 1-й Волжский («Каппелевский») корпус Русской армии. В декабре 1919 года, приняв командование гибнущим Восточным фронтом, смог спасти армию от окружения под Красноярском и вывести её к Байкалу, хотя и ценой собственной жизни.

## Семья

В. О. Каппель с семьёй. Фото времён Первой мировой войны

В. О. Каппель с дочерью Татьяной. Фото времён Первой мировой войны

Долгое время родиной Каппеля называли город Белёв Тульской губернии, основываясь на запомнившихся сослуживцам рассказах самого Владимира Оскаровича о проведённых здесь детских годах. Впоследствии выяснилось, что в послужном списке Каппеля местом его рождения значится Санкт-Петербургская губерния, что позволило предположить, что он появился на свет в российской столице. Дело Департамента герольдии Сената о причислении Бориса и Владимира Каппеля к московскому дворянству, а также метрическая книга церкви Рождества Пресвятой Богородицы помогли установить, что местом рождения Каппеля является императорская резиденция Царское Село.
- Отец — Оскар Павлович Каппель (1843—1889) — потомок выходцев из Швеции, потомственный дворянин Московской губернии. Служил в Туркестане, вначале «нижним чином», а затем офицером. За отличие, проявленное 5 апреля 1866 года в бою при урочище Мурза-рабат, юнкер облегчённой батареи Оренбургской артиллерийской бригады Оскар Каппель был награждён солдатским Георгиевским крестом 4-й степени. За храбрость, проявленную при взятии крепости Джизак, был произведён в прапорщики армейской пехоты и удостоен ордена Святой Анны 4-й степени с надписью «За храбрость» и ордена Святого Станислава 3-й степени с мечами и бантом. В 1881 году перешёл на службу в Отдельный корпус жандармов, ротмистр (1886)[6].
- Мать — Елена Петровна, урождённая Постольская (1861—1949), дочь генерал-лейтенанта П. И. Постольского — участника Крымской войны, героя Обороны Севастополя, кавалера ордена Святого Георгия 4-й степени. Гражданскую войну и время сталинских репрессий мать В. О. Каппеля пережила, заменив одну букву в своей фамилии и став Е. П. Коппель. Жила в Москве[7].
- Брат — Борис (род. 1881), сестра — Вера (род. 1885)[6].
- Жена — Ольга Сергеевна, урождённая Строльман (24 февраля 1888 — 7 апреля 1960). Дочь действительного статского советника, горного начальника Пермских пушечных заводов Строльмана, Сергея Алексеевича. Окончила Мариинскую женскую гимназию. Венчание состоялось в 1907 году тайно (В. О. Каппель выкрал возлюбленную из родительского дома и обвенчался с ней в сельской церкви), так как родители невесты были против её брака с молодым офицером. Отношения В. О. Каппеля с ними нормализовались только после его поступления в Николаевскую академию Генерального штаба, окончание которой позволяло рассчитывать на успешную карьеру. Во время Гражданской войны была взята большевиками в заложники, однако попытки шантажировать генерала с её помощью не увенчались успехом. Ради спасения детей отказалась от мужа, оформив заочно развод с ним и сменив фамилию. После Гражданской войны осталась в России, снова взяв девичью фамилию Строльман. Жила в Перми, работала в заводоуправлении Мотовилихинского завода машинисткой. Арестована органами НКВД СССР 29 декабря 1937 года, в марте 1940 года была приговорена к 5 годам заключения как СОЭ («социально опасный элемент»). В июле 1944 года освобождена. До 1946 года работала в медицинских учреждениях Усолья и Соликамска, медсестрой в детских яслях в Перми, регистратором в Мотовилихинском горвендиспансере, с 1957 на пенсии по инвалидности. Реабилитирована 15 ноября 1956 года за отсутствием в её действиях состава преступления[8].
- Дочь — Татьяна, по мужу Крижко (25 июня 1910 — 12.03.2000, Пермь). В годы войны от болезней и недоедания умерли её трое детей[8].
- Сын — Кирилл, носил фамилию Строльман (1917—1995). В 1937 году, вместе с матерью, арестовывался органами НКВД СССР, но через 2 года был освобождён. В 1941 году окончил строительный техникум. Участник Великой Отечественной войны, на фронте дважды ранен. В 1946 году демобилизован в звании младшего лейтенанта. Работал на руководящих должностях в строительных организациях. Награждён орденом Отечественной войны II степени (6 мая 1965 года)[8][9][10].
  - Внуки: Борис Кириллович[11], Александр Кириллович, Михаил Кириллович Строльман[12]
    - Правнук — Егор Борисович Строльман, окончил Пермское высшее военное командное инженерное училище ракетных войск.

## Образование
Начальное образование завершил в 1894 году. Окончил 2-й кадетский корпус в Петербурге (1901), Николаевское кавалерийское училище в 1903 году по первому разряду и выпущен корнетом в 54-й драгунский Новомиргородский полк.
В 1913 году окончил Императорскую Николаевскую военную академию. В академии получил высокую оценку за доклад «Служба автомобиля в армии. Главнейшие основания организации автомобильных войск».

## Первое десятилетие офицерской службы

Владимир Каппель. Фрагмент фотографии выпускников Императорской Николаевской военной академии 1913 года

С 1903 года служил в 54-м драгунском Новомиргородском полку (в 1907 году переименован в 17-й уланский Новомиргородский полк): с 1903 года — корнет, с 1906 — поручик. С 1907 года — полковой адъютант. В 1903—1906 годах полк был расквартирован в Варшавской губернии, с 1906 — в Пермской, где привлекался для борьбы с боевой организацией «лбовцев».

В аттестации поручика В. О. Каппеля за 1908 год, в частности, говорилось: 

В служебном отношении обер-офицер этот очень хорошо подготовлен, занимал должность полкового адъютанта с большим усердием, энергией и прекрасным знанием. Нравственности очень хорошей, отличный семьянин. Любим товарищами, пользуется среди них авторитетом. Развит и очень способен. В тактическом отношении, как строевой офицер, очень хорошо подготовлен… Имеет большую способность вселять в людей дух энергии и охоту к службе. Обладает вполне хорошим здоровьем, все трудности походной жизни переносить может.

В 1910 году был награждён орденом Святого Станислава 3-й степени.
В 1913 году окончил Императорскую Николаевскую военную академию по первому разряду с правом получения преимуществ при прохождении службы (причислен к Генеральному штабу 2 февраля 1915 года), был произведён в штабс-ротмистры. За успехи в изучении военных наук 8 мая 1913 года был награждён орденом Святой Анны 3-й степени.
С 1913 года служил в Московском военном округе.
В 1914 году был прикомандирован к Офицерской кавалерийской школе с целью «изучения технической стороны кавалерийского дела».

## Участие в Первой мировой войне
В момент начала войны Владимир Оскарович находился в действующей армии. Был назначен в штаб 5-го армейского корпуса (командир — генерал от кавалерии А. И. Литвинов), где с 23 июля 1914 года по 3 февраля 1915 года исполнял обязанности обер-офицера для поручений.
Затем штабс-ротмистр Каппель был направлен непосредственно на фронт в должности старшего адъютанта штаба 5-й Донской казачьей дивизии (с 9 февраля 1915 года). Произведён в капитаны. В октябре — ноябре 1915 года исполняет обязанности старшего адъютанта штаба 1-го кавалерийского корпуса (командир — генерал от кавалерии В. А. Орановский), действовавшего в составе 1-й армии Западного фронта.
С 9 ноября 1915 года по 14 марта 1916 — старший адъютант штаба 14-й кавалерийской дивизии. В ноябре 1915 года временно исполняет обязанности начальника штаба дивизии.
С 18 марта 1916 года переведён на должность штаб-офицера для поручений в Управление генерал-квартирмейстера штаба Главнокомандующего армиями Юго-Западного фронта. В это время в штабе фронта под руководством главнокомандующего генерала от кавалерии А. А. Брусилова началась разработка одной из самых успешных за всю войну операций Русской армии — Луцкого прорыва (позже получившего название «Брусиловский прорыв»). В. О. Каппель вместе с другими офицерами принял деятельное участие в разработке этой операции.
После этого с 16 июня по 12 августа 1916 года был временно командирован в 3-ю армию, в штаб Сводного корпуса генерал-лейтенанта Н. И. Булатова, где занимал сначала должность «штаб-офицера по части Генерального штаба», а затем — должность начальника оперативного отделения.
15 августа 1916 года был произведён в подполковники и вернулся в штаб Юго-Западного фронта на должность помощника начальника Оперативного отделения Управления генерал-квартирмейстера.

## После Февральской революции
Февральская революция весьма тяжело сказалась на моральном состоянии Каппеля, 
...но, будучи убеждённым монархистом, Владимир Оскарович понимал, что говорить в то время об этом, звать к этому — значит только вредить принципу монархии. Взбесившаяся страна, от полуграмотного солдата до профессоров и академиков, открещивалась от этого. Всякое напоминание об этом заставляло настораживаться. «Призрак реакции» только разжигал эту злобу к старому. Надо было не говорить, а действовать... а потом, когда страсти остынут, звать русский народ к настоящей русской жизни, возглавляемой потомками тех, кто триста лет вёл страну по пути славы и правды
2 августа 1917 года, накануне Корниловского выступления, Владимир Оскарович становится начальником Разведывательного отделения штаба Главнокомандующего армиями Юго-Западного фронта.

В заявлении солдат, состоявших при штабе Юго-Западного фронта в городе Бердичеве, говорится, что подполковник В. О. Каппель, наряду со своим непосредственным начальством — Главнокомандующим фронтом генералом А. И. Деникиным, начальником штаба генералом С. Л. Марковым и генерал-квартирмейстером М. И. Орловым, попал в число 
приверженцев старого, монархического строя, несомненно участников контрреволюционного заговора
 …которых надлежало немедленно снять с занимаемых должностей.
Однако, в отличие от генералов Деникина и Маркова, подполковник Каппель арестован не был и даже был допущен к временному исполнению должности начальника Оперативного отделения Управления генерал-квартирмейстера штаба фронта. По данным В. Е. Шамбарова, в 1917 году он также успел послужить командиром батальона в Корниловском ударном полку.
Уже 2 октября 1917 года В. О. Каппель оставил службу и убыл в разрешённый ему по болезни отпуск в Пермь к своей семье. На фронт мировой войны он уже больше не вернулся.

## Участие в Гражданской войне

### От Перми до Самары
В 1918 году жил с семьёй в Перми. Весной 1918 года непродолжительное время состоял на службе в штабе Приволжского военного округа в Самаре. Никакого участия, однако, ни в становлении формируемой Красной армии, ни, тем более, в боевых действиях на стороне красных не принимал. Р. Г. Гагкуев указывает на то, что, возможно, жена Каппеля уже тогда была взята чекистами в заложницы. Существует также вероятность, что В. О. Каппель принадлежал к одной из тайных офицерских организаций и, таким образом, выполнял в штабе у большевиков её задание.
От предложенной ему должности заведующего отделом Окружного штаба отказался, о чём в отделе по делопроизводству по службе Генерального штаба была получена соответствующая личная телеграмма В. О. Каппеля.
При первой же возможности — сразу после занятия Самары войсками Чехословацкого корпуса, поднявшими мятеж в связи с намерением советского правительства разоружить и интернировать их, — оказался в формируемой Народной армии Комуча (Комитета членов Учредительного собрания) на должности помощника начальника Оперативного отдела Главного штаба. На этом посту, однако, оставался менее суток. Численность первых добровольческих частей — пара рот пехоты, эскадрон кавалерии и конная батарея о двух орудиях — была ничтожна в сравнении с начинавшими нависать со всех сторон силами красных. Поэтому желающих командовать первыми самарскими добровольцами среди офицеров было немного — все считали дело заранее обречённым на провал. Вызвался только один подполковник Каппель.

Один из современников вспоминал о собрании 9 или 10 июня 1918 года офицеров Генерального штаба, проживавших в Самаре, на котором был поставлен вопрос о том, кто возглавит добровольческие части: 
Желающих взять на себя тяжёлую и ответственную роль не оказалось. Все смущённо молчали, опустив глаза. Кто-то робко предложил бросить жребий. И вот тогда, скромный на вид, почти никому не известный, недавно прибывший в Самару офицер встал и попросил слова: «Раз нет желающих, то временно, пока не найдётся старший, разрешите мне повести части против большевиков», — спокойно и негромко произнёс он.
Уже летом имя Каппеля стало известно по всей Волге, Уралу и Сибири. Каппель добивался победы не числом, а умением, по-суворовски, что показала уже его первая блестящая операция в Сызрани.
Монархист по убеждениям, далёкий от взглядов руководителей-эсеров Комуча, Каппель был уверен, что главной задачей момента была борьба с большевизмом. Для него было не столь важно, под какими лозунгами шла работа Комуча, главное — возможность немедленно вступить в борьбу с советской властью.

### От Самары до Симбирска

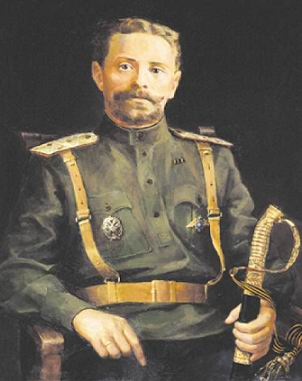
Генерального штаба генерал-лейтенант В. О. Каппель

Первоначально подполковник Каппель возглавил отряд добровольцев в 350 человек (сводный пехотный батальон капитана Бузкова (2 роты, 90 штыков), эскадрон конницы (45 сабель) штабс-ротмистра Стафиевского, Волжская конная батарея капитана Вырыпаева (при 2 орудиях и 150 человек прислуги), конная разведка, подрывная команда и хозяйственная часть), названный 1-й добровольческой Самарской дружиной и сформированный 9 июня 1918 года в Самаре. Начальником штаба дружины стал штабс-капитан М. М. Максимов.
9 июня добровольцы под командованием Каппеля выступили к Сызрани, где сосредоточились отошедшие от Самары силы красных.
Первый бой отряда произошёл 11 июня под Сызранью. Операция прошла в точности по плану командира, благодаря «широкому манёвру» — впоследствии излюбленному способу ведения боевых действий Каппеля, сочетание которого с «глубоким обходом» всегда приводило к громким победам над красными. Сызрань была взята внезапным ошеломляющим ударом.
Уже первые бои, проведённые В. О. Каппелем, показали, что офицер-генштабист, провёдший всю Великую войну в штабах сначала кавалерийских дивизий, а затем в штабе Юго-Западного фронта, способен блестяще применять полученные знания и опыт на практике. В основе его успешных действий лежал прежде всего точный расчёт и учёт специфики Гражданской войны, взвешенная оценка как собственных сил, так и сил противника. Он скрупулёзно взвешивал степень допустимого риска непосредственно на поле боя, и именно поэтому его удары были столь сокрушительны.
Взяв 11 июня 1918 года Сызрань, 12 июня отряд добровольцев Каппеля уже возвращается в Самару, откуда по Волге перебрасывается к Ставрополю (совр. Тольятти) с задачей взять город. Попутно отряд очищает от красных войск противоположный берег Волги. Основные бои происходят при взятии села Новодевичье. Они подробно описаны в воспоминаниях В. О. Вырыпаева.
Через месяц, 10 июля, Каппель уже даёт новый бой под Сызранью, занятой было вновь красными войсками, и наносит поражение Пензенской пехотной дивизии РККА под командованием Я. П. Гайлита и возвращает город под контроль Комуча. Вслед за этим последовали бои за Бугуруслан и Бузулук. А разгром войсками под командованием Каппеля красных после тяжёлого боя у станции Мелекесс (совр. Димитровград) отбрасывает их к Симбирску, обезопасив этим Самару.
В скором времени из обычного подполковника Каппель стал одним из самых знаменитых белых полководцев на Восточном фронте. Большим уважением Каппель пользовался и у своих врагов — большевистская газета «Красная звезда» в 1918 году назвала его «маленьким Наполеоном».
Большевистский штаб отдельным приказом назначил денежные премии: за голову Каппеля — 50 000 рублей, а также за командиров частей
…Я очень недоволен, — большевики нас дёшево оценили… Ну, да скоро им придётся увеличить назначенную за нас цену…
 — сказал, читая приказ и смеясь, Каппель.

В летних боях 1918 года подполковник Каппель проявил себя не только как талантливый военачальник; он разделял с рядовыми добровольцами и другими руководителями отряда все опасности и тяготы боёв, завоевав искреннюю любовь своих подчинённых: 
«…Скромный, немного выше среднего роста военный, одетый в защитного цвета гимнастёрку и уланские рейтузы, в офицерских кавалерийских сапогах, с револьвером и шашкой на поясе, без погон и лишь с белой повязкой на рукаве» — таким остался Владимир Оскарович в памяти современников. 
В то время каждый командир, в том числе и Каппель, был в то же самое время и рядовым бойцом. На Волге Каппелю не раз приходилось залегать в цепь вместе со своими добровольцами и вести стрельбу по красным. Может быть, как раз потому он так тонко знал настроение и нужды своих солдат. Как было заведено, все чины отряда должны были иметь винтовки или карабины. Каппель в этом отношении был самым примерным. Он не расставался с винтовкой даже тогда, когда был главнокомандующим армиями.
Питался отряд из общих солдатских кухонь или консервами. В кавалерии ни у кого из офицеров долгое время не было офицерских сёдел. Были у всех солдатские сёдла, как более удобные для вьюка.
Добровольцы отряда, видя своего начальника всё время перед глазами, живущего с ними одной жизнью, с каждым днём всё более и более привязывались к Каппелю. Переживая сообща радость и горе, они полюбили его и готовы были для него на всё, не щадя своей жизни.
17 июля ударный сводный русско-чешский отряд (2 батальона пехоты, конный эскадрон, казачья сотня, 3 батареи) под командованием подполковника Каппеля выступает на Симбирск и, совершив 150-километровый марш-бросок, берёт город 21 июля 1918 года.

Симбирск оборонялся превосходящими силами красных (около 2000 человек и сильная артиллерия) под командованием ставшего известным впоследствии советского военачальника Г. Д. Гая, плюс на стороне оборонявшихся было преимущество в выборе позиции для обороны города. Главнокомандующий Восточным фронтом РККА И. И. Вацетис в своей телеграмме от 20 июля 1918 года приказывал 
Симбирск оборонять до последней капли крови
Однако Гай ничего не смог противопоставить «коронному» внезапному фланговому манёвру Каппеля, ранним утром 21 июля сбившего красную оборону Симбирска и, перерезав железную дорогу Симбирск-Инза, ворвавшегося в город с тыла.
Об очередном успехе В. О. Каппеля было торжественно объявлено в приказе № 20 по войскам Народной армии Комуча от 25 июля 1918 года.
В день взятия Симбирска — 22 июля 1918 года — Каппель был назначен командующим действующими войсками Народной армии; 25 июля приказом № 20 по войскам Народной армии его отряд — 1-я добровольческая (Самарская) дружина — была развёрнута в Стрелковую бригаду особого назначения из двух полков (1-й и 2-й Самарские полки), лёгкой, гаубичной и конной батарей общей численностью в 3 тыс. человек.
24 августа 1918 года за победу под Симбирском приказом Комуча № 254 В. О. Каппель был произведён в полковники.

### От Симбирска до Казани
Со взятием Симбирска операции Народной армии развиваются в двух направлениях: от Сызрани на Вольск и Пензу, от Симбирска — на Инзу и Алатырь и по обоим берегам Волги к устью Камы.
К началу августа 1918 года «территория Учредительного собрания» простиралась с запада на восток на 750 вёрст (от Сызрани до Златоуста), с севера на юг — на 500 вёрст (от Симбирска до Вольска). Под его контролем, кроме Самары, Сызрани, Симбирска и Ставрополя-Волжского, находились также Сенгилей, Бугульма, Бугуруслан, Белебей, Бузулук, Бирск, Уфа. К югу от Самары отряд подполковника Ф. Е. Махина взял Хвалынск и подступил к Вольску. Западно-Сибирская добровольческая армия под командованием подполковника Войцеховского заняла Екатеринбург.

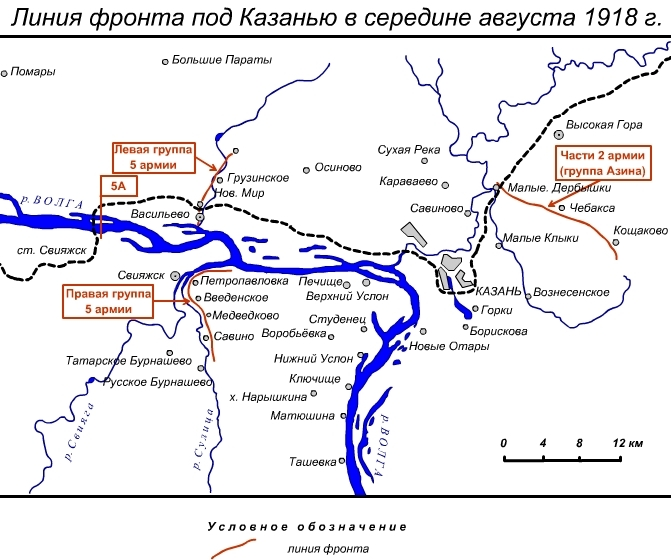
Бои за Казань в августе 1918 года

Успехи Каппеля напугали большевистское руководство, да и падение Симбирска — родины Ленина — произвело огромное отрицательное впечатление в Москве. Троцкий объявляет «революцию в опасности». В срочном порядке на Восточный фронт направляются подкрепления. В итоге против Симбирска и Самары были развёрнуты следующие силы красных: 1-я армия М. Н. Тухачевского в составе 7 тыс. штыков и 30 орудий, а также Вольская дивизия из состава 4-й армии. В Казани же под личным руководством командующего Восточным фронтом И. И. Вацетиса сосредотачивалась казанская группа войск в составе 6 тыс. красноармейцев, 30 орудий, 2 бронепоездов, 2 аэропланов и 6 вооружённых пароходов.
Выбор направления главного удара Народной армии после взятия Симбирска вызвал множество споров. Главный штаб Народной армии в Самаре в лице полковника С. Чечека, полковника Н. А. Галкина и полковника П. П. Петрова настаивал на нанесении главного удара на Саратов, навстречу Донской армии Петра Краснова, соединение с которой приводило к стратегической победе Белого движения. Полковник В. О. Каппель, полковник А. П. Степанов, В. И. Лебедев, Б. К. Фортунатов отстаивали необходимость удара в направлении на Казань, указывая, что в Казани подготовлено восстание, а потому город, где были сосредоточены колоссальные материальные ресурсы, будет взят без труда. В результате споров ком. Народной армии Чечек категорически запретил Каппелю и Степанову наступать на Казань, разрешив только демонстрацию до устья Камы, после чего они должны со своими частями были вернуться в Самару для дальнейшего наступления на Саратов. Однако, те проигнорировали запрет и решили взять Казань по своей инициативе.

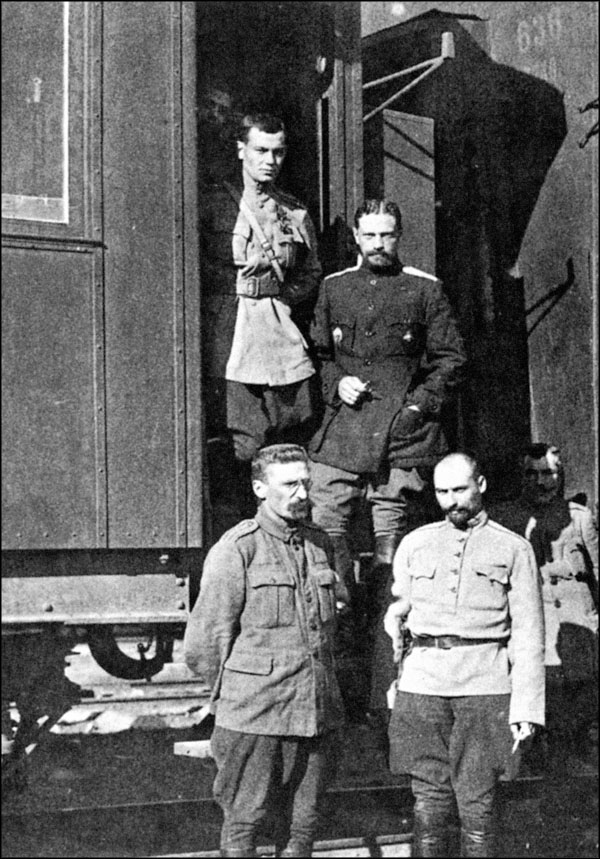
Генерал Каппель у штабного вагона, 1918 год.

Выдвинувшись 1 августа из Симбирска на пароходах, флотилия Народной армии, разгромив в устье Камы вышедшую навстречу флотилию красных, 5 августа уже создала угрозу Казани, высадив десанты на пристани и на противоположном берегу Волги. Каппель с тремя ротами направился на восток, в обход города, в то время как чехи повели наступление на город от пристани. 6 августа в середине дня Каппель вошёл в город с тыла, вызвав панику в рядах оборонявшихся. Тем не менее сражение затягивалось из-за упорнейшего сопротивления латышских стрелков (советский 5-й Латышский полк), начавших было даже теснить чехов обратно к пристани. Решающим оказался переход на сторону белых 300 бойцов Сербского батальона майора Благотича, размещавшихся в Казанском кремле, которые в решающий момент нанесли красным неожиданный фланговый удар. В результате сопротивление латышей было сломлено. 
5-й Латышский полк целиком, во главе с командиром его, сдался нам. Это был единственный случай за всю Гражданскую войну, когда латышские части сдавались
Военно-полевой суд приговорил их как иностранцев к расстрелу.

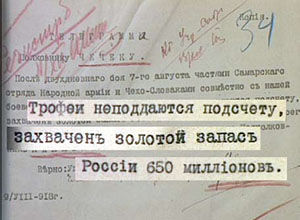
Телеграмма Каппеля о взятии Казани

После двухдневных тяжёлых боёв, несмотря на численное превосходство красных, а также наличие серьёзных укреплений у обороняющейся стороны, 7 августа к полудню Казань была взята совместными усилиями Самарского отряда Народной армии, её боевой флотилии и чехословацких частей. Трофеи «не поддавались подсчёту», был захвачен золотой запас Российской империи (Каппель сделал всё, чтобы вовремя вывезти его из Казани и сохранить для Белого движения). Потери Самарского отряда составили 25 человек.
Что касается оборонявшихся в Казани красных, то о них лучше всего доложил лично Ленину И. И. Вацетис, возглавивший Восточный фронт после попытки мятежа Муравьёва: «…в своей массе они оказались к бою совершенно неспособными вследствие своей тактической неподготовленности и недисциплинированности». При этом сам командующий красным Восточным фронтом чудом избежал плена.
Значение взятия Казани войсками В. О. Каппеля:
— на сторону белых в полном составе перешла находившаяся в Казани Академия Генерального штаба во главе с генералом А. И. Андогским;
— благодаря успеху войск Каппеля удалось восстание на Ижевском и Воткинском заводах;
— красные войска ушли из Камы по реке Вятке;
— Советская Россия лишилась камского хлеба;
— были захвачены огромные склады с вооружением, боеприпасами, медикаментами, амуницией, а также с золотым запасом России (650 млн золотых рублей в монетах, 100 млн рублей кредитными знаками, слитки золота, платины и другие ценности).
Во всех боях Каппель проявил себя талантливым генштабистом. Его войска всегда совершали успешные манёвры и атаки противника с флангов и тыла, что зачастую приводило к победам при минимальных потерях. Советские военачальники в своих мемуарах оценивали Каппеля очень высоко, а наиболее яркую оценку ему дал Серафимович, назвав его «маленьким Макензеном».

### От Казани до Уфы
Сразу после взятия Казани Каппель на собрании офицеров Генерального штаба в Казани настаивает на дальнейшем наступлении на Москву через Нижний Новгород, поскольку долговременная позиционная оборона в ситуации, сложившейся сразу после взятия Казани, не представлялась возможной. Каппель предложил Галкину, Лебедеву и Фортунатову развить успех — сходу взять и Нижний Новгород, а с ним и вторую часть золотого запаса России, что наверняка лишило бы советское правительство «козырей» на переговорах с Германией: до подписания «Дополнительных соглашений» в Берлине оставалось всего 20 дней. Но штабная «тройка», а также чехи, ссылаясь на отсутствие резервов для обороны Самары, Симбирска и Казани, категорически воспротивились плану полковника.
Вместо наступления эсеры предпочли ограниченную оборону, что стало крупной стратегической ошибкой Комуча, ибо, несмотря на все призывы, приток добровольцев в Народную армию был слабым. Самара не дала дополнительных резервов, заявив, что Казань должна держаться своими силами. Решение эсеровского руководства «Сначала закрепить завоёванное, а потом двигаться дальше» обернулось поражением.
Тем временем опасения Главного штаба в Самаре оправдывались: большевистское командование прикладывало все силы, чтобы вернуть Казань, — в Свияжск, где укрепились отступившие от Казани остатки разбитых красных войск, лично прибыл народный комиссар по военным делам и председатель Высшего военного совета РСФСР Л. Д. Троцкий, развивший там самую энергичную деятельность и применявший самые жёсткие меры к установлению дисциплины в разрозненных и деморализованных красных войсках.
5-я советская армия быстро получила подкрепления благодаря остававшемуся в руках большевиков стратегически важному мосту через Волгу, и в скором времени Казань оказалась окружена красными с трёх сторон.
Из состава Балтийского флота большевистское руководство перебросило на Волгу 3 миноносца, а местные волжские пароходы красных были вооружены тяжёлыми морскими орудиями. Преимущество на воде быстро перешло к красным. Силы добровольцев таяли, а красные, наоборот, усиливали свой напор, направив на Волгу свои лучшие войска — латышские полки.
В последующих неудачах Народной армии главную роль сыграло полное отсутствие резервов, не подготовленных эсеровским руководством Комуча, несмотря на время, которое Каппель им дал своими первыми успехами на Волге, несмотря на те возможности, которые давали огромные территории, находившиеся под контролем Комуча, в плане мобилизации.
Каппелю же вместо похода на Москву уже через неделю после взятия Казани — 14 августа — пришлось спешно возвращаться в Симбирск, где положение Народной армии резко ухудшилось — на город наступали части 1-й армии Тухачевского. 14—17 августа 1918 года под Симбирском прошло ожесточённое сражение, в котором Каппель проявил себя талантливым тактиком. На третий день жестокого, упорного боя Тухачевский был вынужден отойти и перенести свой штаб к Инзе, вёрст на 80 западнее Симбирска.
Тем временем была произведена реорганизация Народной армии: 15 августа было создано оперативное объединение всех русских и чехословацких войск — Поволжский фронт под командованием полк. С. Чечека (с 20 августа), разделявшийся на Казанскую (полковник А. П. Степанов), Симбирскую (полковник В. О. Каппель), Сызранскую, Хвалынскую, Николаевскую, Уральского войска, Оренбургского войска и Уфимскую войсковые группы.

Поздравительная телеграмма В. О. Каппелю с днём ангела от начальника 3-й Симбирской дивизии генерал-майора К. Т. Подрядчика

В Казани предполагалось развернуть Казанский отдельный корпус из двух дивизий, однако времени для этого не оставалось. Попытки полковника Чечека организовать снабжение и подготовку пополнений для Народной армии встречали противодействие со стороны Галкина и Лебедева. Путаницу в управлении Поволжским фронтом усугубляло и то, что новый командующий подчинялся не местной власти, а командованию Чехословацкого корпуса, которое к тому же находилось в Сибири.
Не успев завершить операцию под Симбирском, едва приступив к разработке плана преследования отступающих красных войск Тухачевского, Каппель получает приказ срочно вернуться в район Казани для участия в боях за Свияжск, куда и отправляется вместе со своей бригадой на пароходах 25 августа. Бригада Каппеля в это время состоит из двух стрелковых полков и конного эскадрона при трёх артиллерийских батареях, общей численностью около 2000 человек при 10—12 орудиях.
В боях за Свияжск Каппелю первоначально сопутствовал успех — части его бригады ворвались на станцию, едва не захватив штаб 5-й армии и личный поезд Троцкого, — однако как раз в это время к красным подошло подкрепление, и части 5-й армии при поддержке корабельной артиллерии начали охватывать левый фланг бригады. Ввиду подавляющего превосходства противника Каппелю пришлось отказаться от взятия Свияжска, однако проведённая операция хотя бы на время облегчила положение Казани. Каппель продолжал настаивать на повторном наступлении на Свияжск, однако, как и ранее под Симбирском, ему не удалось завершить начатое — бригада в срочном порядке вызывалась к Симбирску, положение которого резко ухудшилось.
К началу сентября наступление Народной армии окончательно выдыхается: Северная группа останавливает своё наступление под Свияжском, Хвалынская — под Николаевском.
Осенью 1918 года Народная армия находилась в отчаянном положении: её немногочисленные отряды на фронте уже не могли сдержать многократно превосходившие их силы большевиков. В этой ситуации наиболее боеспособная бригада В. О. Каппеля играла роль своеобразной «пожарной команды», являясь, по существу, единственным мобильным резервом Народной армии на огромном участке фронта от Казани до Симбирска.
5 сентября начинается общее наступление советского Восточного фронта. Основные сражения разворачиваются вокруг Казани, где красные создали четырёхкратное превосходство над малочисленными силами оборонявшего город полковника А. П. Степанова, состоявшими из одних офицеров и добровольцев. Дать серьёзного боя в таких условиях не удалось, и в итоге под натиском с трёх сторон Казань была сдана 11 сентября.
Падение Казани поставило под удар и Симбирск. 9 сентября красные перешли в наступление в районе Буинска и, отбив все контратаки, к 11 сентября сумели перерезать железную дорогу Симбирск-Казань и тракт Сызрань-Симбирск, прижав оборонявшихся к Волге.
Катастрофа на севере привела к резкому ухудшению положения и на юге: несмотря на все попытки остановить наступление красных, 12 сентября был оставлен Вольск, потом — Хвалынск. Оборонявшие их части 2-й стрелковой Сызранской дивизии стягивались к Сызрани.
К Симбирску Каппель подошёл от Казани лишь 12 сентября, город к этому моменту уже эвакуировался. Упорные попытки его бригады вернуть город успехом не увенчались.
Теперь Каппелю предстояло решать сложную и трудную задачу другого рода: защищать направление на Уфу и Бугульму и одновременно прикрывать отступление из-под Казани Северной группы полковника Степанова. Эта задача была полностью выполнена, несмотря на тяжёлую обстановку: скверная погода, упадок духа, несогласие с чехами, неналаженность снабжения продовольствием.
Каппелю удаётся наладить оборону на левом берегу Волги напротив Симбирска, присоединив к своей Симбирской группе все отступившие от города части. 21 сентября Каппель наносит контрудар по переправившимся на левый берег красным войскам и сбрасывает их в Волгу. До 27 сентября Каппель сумел продержаться на левом берегу, обеспечив этим возможность отходившим из-под Казани частям Народной армии соединиться с ним на станции Нурлат. С 3 октября изрядно потрёпанные части под командованием Каппеля начали с упорными боями медленно и в порядке отступать на Уфу. Общая численность войск полковника Каппеля к этому времени составляла 4460 штыков и 711 сабель при 140 пулемётах, 24 тяжёлых и 5 лёгких орудиях.
Каппелевцы отступали к Уфе под натиском превосходящих сил противника, а когда было необходимо — останавливались и сдерживали его наступление, давая командованию возможность выведения других частей из-под угрозы окружения и уничтожения.
Красный комдив Эйхе вспоминал впоследствии, что каппелевцы сражались упорно, смело и яростно.

### Бои на Урале и в Сибири
После отхода белых к Уфе Симбирская и Казанская группы Поволжского фронта, находившиеся под командованием Каппеля, 17 ноября 1918 года были переформированы в сводный корпус (Самарская, Казанская и Симбирская отдельные бригады) в составе Самарской группы. Войска корпуса оборонялись в тяжелейших условиях, без пополнений, боеприпасов, провианта, тёплых вещей для войск. Несмотря на это, каппелевцы постоянно контратаковали превосходящего в несколько раз противника.

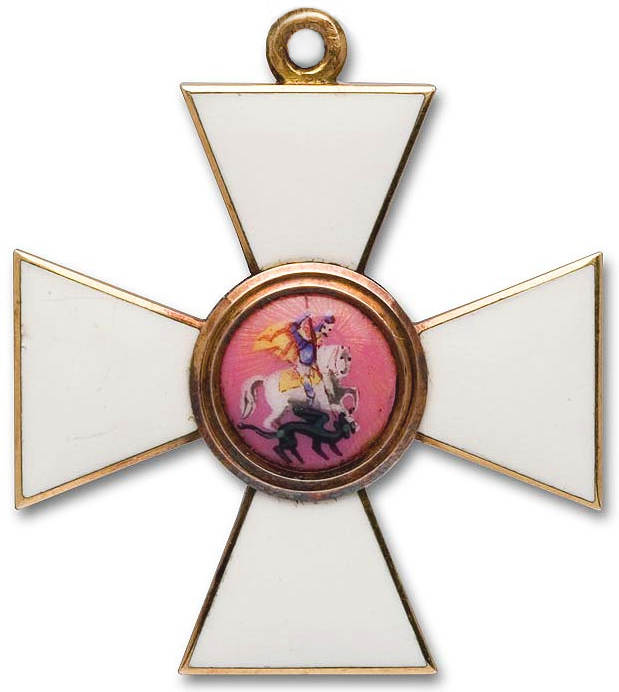
Крест Ордена Святого Георгия

В ноябре 1918 года Каппель признал власть Верховного правителя адмирала А. В. Колчака. В декабре 1918 года был произведён в генерал-майоры последним приказом вскоре уступившего свой пост А. В. Колчаку Верховного главнокомандующего генерала В. Г. Болдырева.
3 января 1919 года сводный корпус Каппеля был переименован в 1-й Волжский корпус (1-я Самарская, 2-я Казанская, 3-я Симбирская отдельные бригады и 1-й Троицкий кадровый полк) в составе Западной отдельной армии, но 1 февраля 1919 года был отведён в тыл как резерв Ставки Верховного главнокомандующего.

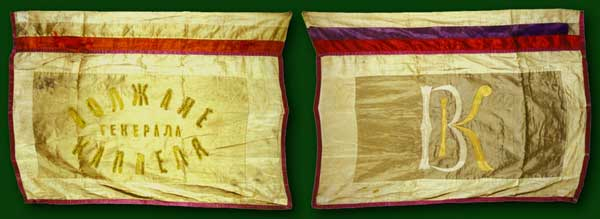
Знамя 1-го Волжского армейского корпуса генерала Каппеля, 1919 год

Приказом начальника штаба Верховного главнокомандующего № 155 от 27 февраля 1919 года 1-й Волжский армейский корпус был фактически заново сформирован в составе трёх стрелковых дивизий (1-й Самарской, 3-й Симбирской и 13-й Казанской) и Волжской кавалерийской бригады (двухполкового состава). Развёртывание происходило в районе города Кургана. Костяк корпуса составляли остатки частей Казанской и Симбирской групп Поволжского фронта. Каждая дивизия должна была иметь в своём составе три стрелковых полка, егерский батальон, стрелковый артдивизион, отдельную гаубичную батарею, отдельный конный дивизион, инженерный дивизион, артиллерийский парк, полевой лазарет с перевязочным отрядом и санитарным транспортом, а также дивизионный обоз. Волжская кавалерийская бригада разворачивалась из двух кавалерийских полков четырёхэскадронного состава и отдельной конной батареи. В состав корпуса входили отдельная полевая батарея тяжёлых гаубиц, телеграфная рота, подвижная артиллерийская мастерская, а также 1-я кадровая стрелковая Волжская бригада (три кадровых стрелковых полка, отдельная кадровая инженерная рота, кадровый артиллерийский дивизион и кадровый эскадрон).
Его противник, командующий южной ударной группой красных Фрунзе, узнав из данных разведки, что корпус Каппеля движется на фронт, был этим обстоятельством обеспокоен.
Со 2 мая 1919 года корпус снова входил в состав Западной отдельной армии. 22 мая 1919 года в состав корпуса вошли также 12-я Уральская дивизия, 3-й Уфимско-Самарский и 6-й Иссетско-Ставропольский казачьи, Уфимский гусарский и 3-й Украинский гетмана Сагайдачного полки, Сербский отряд воеводы Киселёва, бронедивизион и 3-й авиадивизион. 14 июля 1919 года корпус вошёл в состав 3-й армии и был преобразован в Волжскую группу.
22 июня 1919 года за взятие в 1918 году Сызрани, Симбирска и Казани Каппель был награждён орденом Святого Георгия 4-й степени.

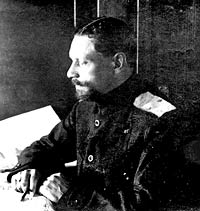
Генерал Каппель летом 1919 года

Летом — осенью 1919 года, ценой гибели значительной части личного состава недоформированного, но брошенного Ставкой в бой 1-го Волжского армейского корпуса, наступление Красной армии было временно задержано, однако затем частям Каппеля снова пришлось отступить. При этом каппелевцы неоднократно контратаковали противника, нанеся красным ряд тактических поражений, несмотря на то, что против них воевали наиболее боеспособные соединения Красной армии. Соратники называли Каппеля и его солдат «гвардией новой России». 11 сентября 1919 года за эту операцию Каппель получает звание генерал-лейтенанта и орден Святого Георгия 3-й степени, на что он ответил, что лучшей наградой для него были бы подкрепления.

### Великий Сибирский Ледяной поход

Генерального штаба генерал-лейтенант В. О. Каппель. Зима 1919 года

С ноября 1919 года — генерал-лейтенант. В середине ноября 1919 года Каппель был назначен командующим 3-й армии, составленной в основном из пленных красноармейцев, не прошедших достаточной подготовки. Они в большинстве, при первой возможности, переходят на сторону красных. Во время крушения власти правительства Колчака — главнокомандующий белыми войсками в Сибири (с 12 декабря 1919 года, после оставления белыми войсками Новониколаевска). С непрерывными боями войска Каппеля отходили вдоль железной дороги, испытывая огромные лишения в условиях 50-градусного мороза, совершив беспримерный 3000-вёрстный путь от Омска до Забайкалья.
Верховный правитель собирался присвоить В. О. Каппелю за выдающиеся заслуги перед Родиной звание полного генерала, но не успел этого сделать.
15 января адмирал Колчак был выдан чехами эсеро-меньшевистскому Политцентру, захватившему Иркутск. Узнав об этом, Каппель вызвал на дуэль командующего чехами и словаками в Сибири Яна Сырового, однако не получил от него ответа на вызов. В ходе отступления под Красноярском в начале января 1920 года армия Каппеля была окружена в результате мятежа генерала Зиневича, потребовавшего от Каппеля сдачи в плен. Однако, после ожесточённых боёв, каппелевцы смогли обойти город и вырваться из окружения.
Дальнейший путь армии Каппеля проходил по руслу реки Кан. Этот участок пути оказался одним из самых тяжёлых — во многих местах лёд реки подтаивал из-за незамерзающих горячих источников, что давало многочисленные полыньи в условиях почти 35-градусного мороза. Во время перехода Каппель, ведший своего коня, как и все остальные всадники армии, в поводу, провалился в одну из таких полыней, однако никому об этом не сказал. Только через день, в деревне Барга, генерал был осмотрен врачом. Врач констатировал обморожение ступней обеих ног и начавшуюся на почве обморожения поднимающуюся гангрену. Была необходима ампутация, однако доктор не располагал ни необходимыми инструментами, ни медикаментами для проведения полноценной операции, в результате чего ампутация части левой ступни и пальцев правой была проведена простым ножом без анестезии.

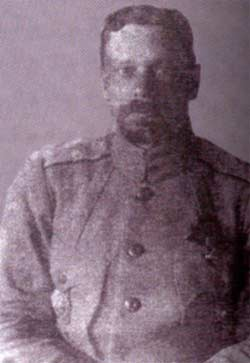
Генерал Каппель во время Великого Сибирского Ледяного похода. Вероятно, последняя фотография Каппеля

 Несмотря на перенесённую операцию, Каппель продолжал руководить войсками. Отказался он и от предложенного чехами места в санитарном поезде. В придачу к обморожению провал в полынью послужил причиной сильной простуды генерала. Однако Каппель ехал во главе своей армии даже тогда, когда мог держаться на лошади, лишь будучи привязанным к седлу. Один из участников похода (получившего позднее название Великий Сибирский Ледяной поход) А. А. Фёдорович вспоминал: 
Стиснувшего зубы от боли, бледного, худого, страшного, генерала на руках вынесли во двор и посадили в седло. Он тронул коня и выехал на улицу — там тянулись части его армии — и, преодолевая мучительную боль, разгоняя туман, застилавший мозг, Каппель выпрямился в седле и приложил руку к папахе. Он отдал честь тем, кого вёл, кто не сложил оружие в борьбе. На ночлег его осторожно снимали с седла и вносили на руках в избу.
21 января 1920 года Каппель, чувствуя свою неспособность дальше командовать армией из-за сильного ухудшения состояния здоровья, передал командование войсками генералу С. Н. Войцеховскому, который вступил в должность только после его смерти. Ему же Каппель передал своё обручальное кольцо с просьбой передать его жене и один из своих Георгиевских крестов.
22 января умирающий генерал руководил совещанием в Нижнеудинске, на котором было решено ускорить движение войск к Иркутску, взять его сходу, освободить адмирала Колчака и отбить золотой запас, после чего установить связь с контролировавшим Забайкалье атаманом Г. М. Семёновым и создать новый боевой фронт.

В последние дни жизни Каппель продиктовал обращение к сибирским крестьянам, в котором, в частности, говорилось: 
За нами с запада подвигаются советские войска, которые несут с собой коммунизм, комитеты бедности и гонения на веру Иисуса Христа. Где утверждается советская власть, там не будет трудовой крестьянской собственности, там в каждой деревне небольшая кучка бездельников, образовав комитеты бедноты, получит право отнимать у каждого всё, что им захочется. Большевики отвергают Бога, и, заменив Божью любовь ненавистью, вы будете беспощадно истреблять друг друга. Большевики несут вам заветы ненависти к Христу, новое, «красное» Евангелие, изданное в Петрограде коммунистами в 1918 году…

### Смерть генерала
26 января 1920 года, на разъезде Утай, около станции Тулун близ города Нижнеудинска, Каппель умер от двустороннего воспаления лёгких.
Последними словами генерала были: «Пусть войска знают, что я им предан был, что я любил их и своею смертью среди них доказал это».
Полковник В. О. Вырыпаев, сопровождавший Каппеля в Ледяном походе, вспоминал:
20 или 21 января 1920 года, чувствуя, что силы его оставляют, Каппель отдал приказ о назначении генерала Войцеховского главнокомандующим армиями Восточного фронта. В последующие два-три дня больной генерал сильно ослабел. Всю ночь 25 января он не приходил в сознание.
На следующую ночь наша остановка была в доме железнодорожного смотрителя. Генерал Каппель, не приходя в сознание, бредил армиями, беспокоясь за фланги, и, тяжело дыша, сказал после небольшой паузы: «Как я попался! Конец!»
Не дождавшись рассвета, я вышел из дома смотрителя к ближайшему стоявшему эшелону, в котором шла на восток вместе с чешскими войсками румынская батарея имени Марашети. Я нашёл батарейного врача К. Данец, который охотно согласился осмотреть больного и захватил нужные принадлежности. Быстро осмотрев больного генерала, он сказал: «Мы имеем один патрон в пулемёте против наступающего батальона пехоты. Что мы можем сделать?» И тут же тихо добавил: «Он умрёт через несколько часов».
У генерала Каппеля было, по определению доктора К. Данца, двухстороннее крупозное воспаление лёгких. Одного лёгкого уже не было, а от другого оставалась небольшая часть. Больной был перенесён в батарейный лазарет-теплушку, где он через шесть часов, не приходя в сознание, умер.

Было 11 часов 50 минут 26 января 1920 года, когда эшелон румынской батареи подходил к разъезду Утаи, в 17 верстах от станции Тулуна в районе города Иркутска.

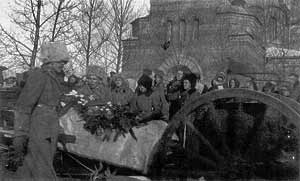
Перенесение праха генерал-лейтенанта Каппеля из Нового собора в женский монастырь в Чите. Февраль 1920 года

## Память

### Похороны
После смерти генерала было принято решение не хоронить его тело на месте его смерти во избежание поругания его большевиками. Отступающие войска везли положенное в гроб тело генерала с собой в течение почти месяца, пока не достигли Читы, где Каппель и был в первый раз похоронен. На его могиле был поставлен простой деревянный крест. Однако уже осенью 1920 года, при подходе частей Красной армии к Чите, оставшиеся в живых каппелевцы перевезли гроб с телом генерала в Харбин (северный Китай) и погребли его в ограде Свято-Иверской церкви на Офицерской улице. 28 июня 1929 года на могиле был поставлен памятник, сооружённый на народные деньги и освящённый архиепископом Мефодием. Памятник предоставлял собой крест из мрамора, в основание которого был положен камень, символизировавший Голгофу, а на само основание нанесён знак Ледяного похода.
По воспоминаниям полковника Вырыпаева, благодаря предусмотрительности участкового пристава, руководившего похоронами в Чите, Каппеля похоронили в мерзлоте, и, когда при перевозке в Харбин гроб вскрыли, тело не изменилось. На похоронах поэтом А. Е. Котомкиным-Савинским было прочитано стихотворение «На смерть Каппеля».
Первый раз могила генерала была осквернена в августе 1945 года, когда после прихода Советской армии в Харбин было взорвано надгробие его могилы. После ухода большевиков указанное надгробие восстановили. Но в 1953—1955 гг. по указанию советского консульства председателем Общества советских граждан Харбина Григорием Шевченко крест с могилы был убран, а надгробный камень выбросили к ограде Успенского кладбища. Однако само захоронение не пострадало.

### Каппель в фильмах

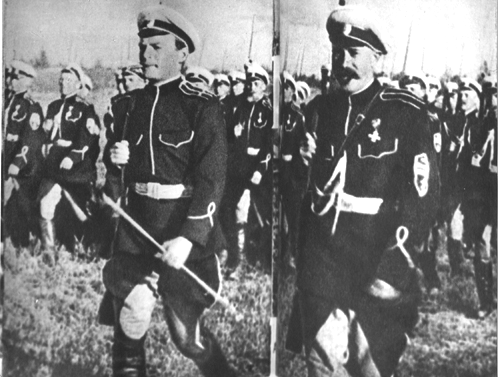
«Психическая атака», кадр из фильма «Чапаев»

- Войска генерала Каппеля изображены в фильме «Чапаев» в эпизоде «психической атаки». Они — «достойный и опасный противник»[39]. Форма немного вымышленная, но массовая сцена — более батальона — выдержанные, согласно канонам, знамя и чёткость выполнения команд, создают образ решимости и силы. Говорят, что когда Сталин смотрел фильм, кто-то из его свиты предложил вырезать эпизод атаки, так как смотрелась она очень грозно. Но Сталин сказал — «не надо, пусть идут».Так эта киношная атака до сих пор является одной из самых грозных в фильмах о гражданской войне. Существует версия, что в фильме белые одеты в чёрно-белую форму, которую носили «марковцы» (части, первыми в Добровольческой армии получившие именное шефство Генерального штаба генерал-лейтенанта С. Л. Маркова), входившие в состав не колчаковской армии, а Вооружённых сил Юга России. Кроме того, каппелевцы в «Чапаеве» идут в бой под знаменем корниловцев. Но Каппелевцы в этом фильме одеты в совершенно вымышленную форму и идут не под корниловским знаменем, а под пиратским флагом. И, наконец, не сохранилось ни одного документального подтверждения прямых столкновений частей Чапаева и Каппеля. По всей видимости, фигура Каппеля была выбрана режиссёрами фильма «Чапаев» для создания образа некоего «идеального врага»[40].
- В сериале «Конь Белый» в роли Каппеля снялся Анатолий Кондюбов.
- Фильм «Адмиралъ», повествующий о судьбе Верховного Правителя России А. В. Колчака, рассматривает и фигуру В. О. Каппеля (в исполнении Сергея Безрукова) в российской истории и непосредственно гражданской войне. В фильме присутствует и «Каппелевская атака», знаменитая по фильму «Чапаев», когда замёрзшие и голодные войска, оставшиеся без патронов, по команде генерала выбегают из окопов и в штыковую идут на красноармейские пулемёты.
- В сериале «Убить Дрозда» роль Каппеля сыграл Михаил Дорожкин.

### Памятники

Могила на кладбище Донского монастыря
(вид после реконструкции 2009 года)

25 июля 2001 года по инициативе Иркутского казачьего войска и его атамана Николая Меринова в районе станции Утай в Иркутской области на месте гибели Каппеля был установлен четырёхметровый памятный крест.
Весной 2005 года в кафедральном соборе Читы был установлен уникальный киот святому равноапостольному князю Владимиру — небесному покровителю Владимира Каппеля.
30 августа 2008 года в городе Белёве Тульской области установлена мемориальная доска на доме, Советская/ Калужская, 24 где проживала семья Каппель, его отец служил в Белёве по жандармской части. На Троицком кладбище Белёва установлен крест на символической могиле Каппеля (считается, что его отец был похоронен на этом кладбище).

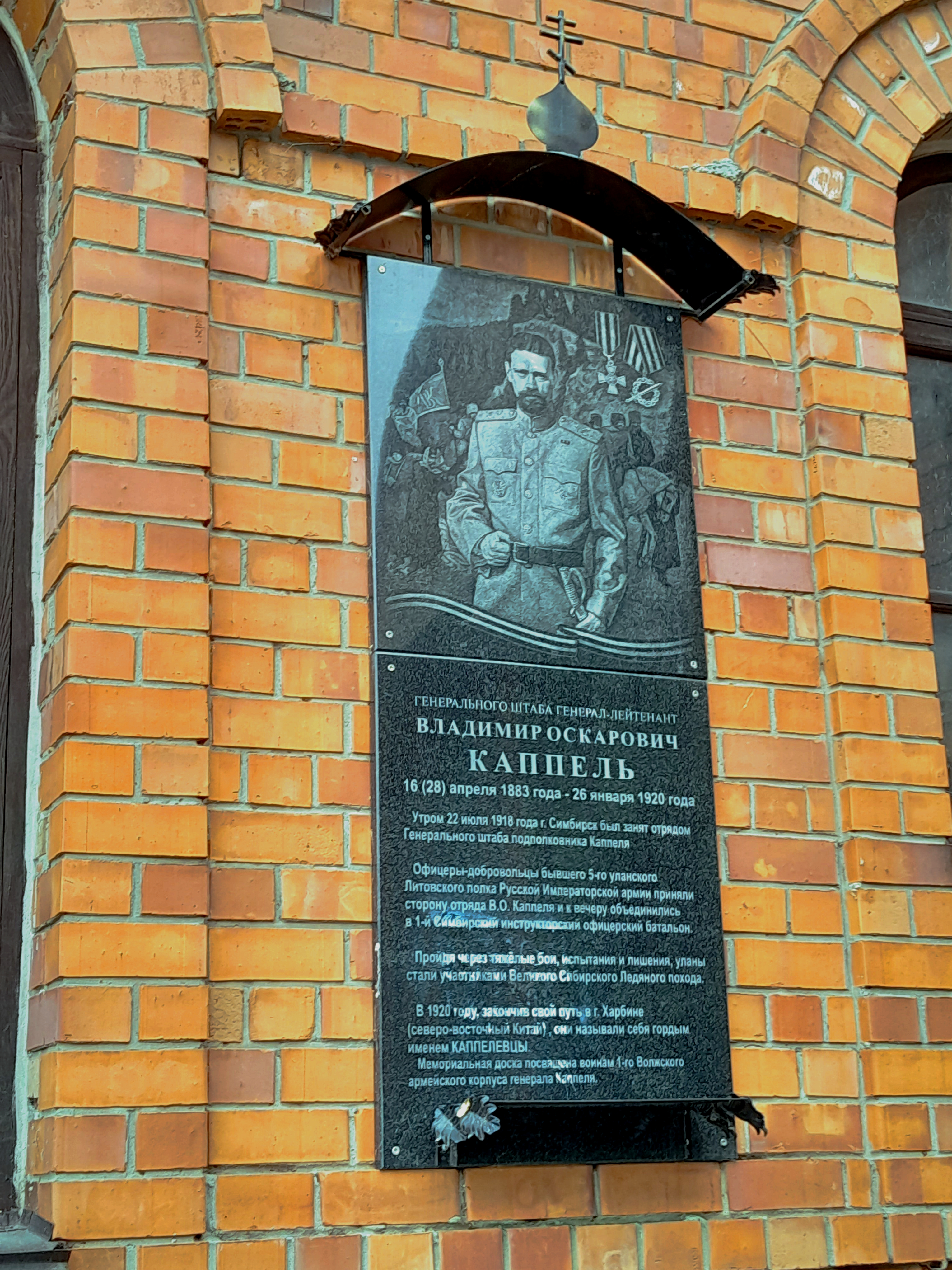
Мемориальная доска генералу В. О. Каппелю (Владимировский храм, Ульяновск).

28 сентября 2018 года в Ульяновске (бывшем Симбирске) вблизи КПП Межвидового регионального учебного центра войск связи на улице Тухаческого была открыта мемориальная доска генералу Владимиру Каппелю и воинам 1-го Волжского армейского корпуса. Панихиду и освящение доски провёл митрополит Симбирский Анастасий (Меткин), который назвал Владимира Каппеля героем, «который посвятил свою жизнь нашей стране и народу». 21 августа 2019 года власти Ульяновска (Симбирска) при участии чинов из Министерства обороны России силами офицеров Межвидового регионального учебного центра войск связи демонтировали мемориальную доску генералу Каппелю, установленную вблизи КПП этого военного центра.
21 июля 2024 года мемориальная доска генералу В. О. Каппелю и воинам-симбирянам 1-го Волжского армейского корпуса была установлена (спустя 5 лет во второй раз) на стене храма в честь равноапостольного великого князя Владимира на территории Архиерейского подворья в г. Ульяновске (Верхняя Терраса) по Благославению Митрополита Симбирского и Новоспасского Лонгина (Корчагин). Панихиду провёл протоиерей Святослав Еренков.
Современные историки характеризуют В. О. Каппеля мужественным, верным долгу офицером, который боролся за светлое будущее своей страны, лично участвовал в боях. 

Могила на кладбище Донского монастыря
(вид до реконструкции 2009 года)

### Перезахоронение останков
14 декабря 2006 года останки Каппеля, перезахороненные в Харбине, были обнаружены инициативной группой в составе протоиерея Димитрия Смирнова, китаеведа Дмитрия Напары, судмедэксперта С. А. Никитина, продюсера «Первого канала» А. В. Кирисенко и руководителя информационного агентства «Белые воины» А. Н. Алекаева. Останки были перевезены в Москву для перезахоронения.
Димитрий Смирнов, в то время председатель синодального отдела Московского патриархата по взаимодействию с Вооружёнными силами, заявил в связи с перезахоронением останков Каппеля:
Генерал Владимир Каппель — одно из достояний России как человек, который проявил себя настоящим русским генералом, стратегом и героем. Всё, что с ним связано, должно быть окружено почётом.
13 января 2007 года прах генерала Каппеля был погребён на кладбище Донского монастыря — у южной его стены — рядом с могилами генерала А. И. Деникина и философа И. А. Ильина. 1 сентября 2007 года на могиле Владимира Оскаровича был открыт памятник.
Александр Алекаев:
После перезахоронения в Донском монастыре останков генерала В. О. Каппеля, 28 июля в день его небесного покровителя — св. князя Владимира, возродилась традиция собираться на его могиле всем тем, кто чтит его память, следует его заветам. Это очень важное дело, так создаётся преемственность между новым поколением и старой Россией (значение этого явления отметил и епископ Егорьевский Марк). Ведь с момента захоронения генерала Каппеля в 1920 году и до разрушения памятника каппелевцы во Владимиров день собирались в Харбине на его могиле у гранитного креста, служили панихиду по погибшему воину Владимиру, отдавшему свою чистую душу «за други своя». Ныне связь времён восстановлена.

## Награды
- орден Святого Станислава 3-й степени (11.04.1910), мечи и бант к нему (10.02.1916);
- орден Святой Анны 3-й степени (08.05.1913 — за успешное окончание Николаевской академии Генерального штаба), мечи и бант к нему (25.04.1915);
- орден Святого Владимира 4-й степени с мечами и бантом (01.03.1915);
- орден Святой Анны 2-й степени с мечами (07.06.1915);
- орден Святого Станислава 2-й степени с мечами (07.06.1915);
- орден Святой Анны 4-й степени с надписью «За храбрость» (27.01.1916);
- орден Святого Георгия 4-й степени (22.06.1919);
- орден Святого Георгия 3-й степени (11.09.1919);
- Благодарность Верховного Правителя и Верховного Главнокомандующего (14.02.1919).
- Крест обороны государства (Чешская республика) (2014 — ин мемориам)